# Mszczuj
Mszczuj – staropolskie imię męskie, najprawdopodobniej wariant imienia Mściwuj. 
Żeński odpowiednik: Mszczuja.
Mszczuj imieniny obchodzi 30 maja.
Osoby noszące to imię: 
- Mszczuj ze Skrzynna